# Danh sách cầu thủ tham dự giải vô địch bóng đá trẻ thế giới 1989

## Bảng A

### Tiệp Khắc
Huấn luyện viên:  Václav Ježek
| Số | Vt | Cầu thủ          | Ngày sinh (tuổi)            | Số trận | Câu lạc bộ            |
| -- | -- | ---------------- | --------------------------- | ------- | --------------------- |
| 1  | TM | Tomáš Bernady    | 24 tháng 10, 1969 (19 tuổi) |         | Baník Ostrava         |
| 2  | HV | Michal Petrouš   | 6 tháng 12, 1969 (19 tuổi)  |         | Bohemians Praha       |
| 3  | HV | Stanislav Vencel | 28 tháng 9, 1969 (19 tuổi)  |         | Slovan Bratislava     |
| 4  | HV | Daniel Šmejkal   | 28 tháng 8, 1970 (18 tuổi)  |         | Škoda Plzeň           |
| 5  | HV | Jiří Novotný     | 7 tháng 4, 1970 (18 tuổi)   |         | Sparta Praha          |
| 6  | TV | Jozef Majoroš    | 19 tháng 3, 1970 (18 tuổi)  |         | Dukla Banská Bystrica |
| 7  | TĐ | Radoslav Látal   | 6 tháng 1, 1970 (19 tuổi)   |         | Sigma Olomouc         |
| 8  | TV | Martin Kotůlek   | 11 tháng 9, 1969 (19 tuổi)  |         | Sigma Olomouc         |
| 9  | TĐ | Jiří Novák       | 26 tháng 10, 1969 (19 tuổi) |         | Slavia Praha          |
| 10 | TV | Radim Nečas      | 26 tháng 8, 1969 (19 tuổi)  |         | Baník Ostrava         |
| 11 | TĐ | Marián Bochnovič | 3 tháng 3, 1970 (18 tuổi)   |         | Plastika Nitra        |
| 12 | TV | Milan Malatinský | 8 tháng 2, 1970 (19 tuổi)   |         | Spartak Trnava        |
| 13 |    | Martin Procházka | 15 tháng 8, 1969 (19 tuổi)  |         | Slavia Praha          |
| 14 | TV | Martin Obšitník  | 2 tháng 11, 1969 (19 tuổi)  |         | Inter Bratislava      |
| 15 | TV | Peter Ryzek      | 12 tháng 9, 1969 (19 tuổi)  |         | Slovan Bratislava     |
| 16 | TV | Miloš Lonc       | 22 tháng 9, 1969 (19 tuổi)  |         | ZVL Žilina            |
| 17 |    | Radek Basta      | 3 tháng 3, 1971 (17 tuổi)   |         | Baník Ostrava         |
| 18 | TM | Norbert Juračka  | 3 tháng 1, 1970 (19 tuổi)   |         | Dukla Banská Bystrica |

### Nigeria
Huấn luyện viên:  Olatunde Disu
| Số | Vt | Cầu thủ             | Ngày sinh (tuổi)            | Số trận | Câu lạc bộ           |
| -- | -- | ------------------- | --------------------------- | ------- | -------------------- |
| 1  | TM | Angus Ikeji         | 10 tháng 12, 1970 (18 tuổi) |         | Iwuanyanwu Nationale |
| 2  | TĐ | Jimoh Balogun       | 17 tháng 12, 1970 (18 tuổi) |         | Julius Berger        |
| 3  | HV | Nduka Ugbade        | 6 tháng 9, 1969 (19 tuổi)   |         | El-Kanemi Warriors   |
| 4  | TV | Christopher Ohenhen | 14 tháng 10, 1970 (18 tuổi) |         | Calabar Rovers       |
| 5  | HV | Samuel Elijah       | 14 tháng 11, 1969 (19 tuổi) |         | Shooting Stars       |
| 6  |    | Enegwea Taiwo       | 29 tháng 6, 1972 (16 tuổi)  |         | Eagle Oil            |
| 7  | HV | Oladuni Oyakale     | 9 tháng 12, 1972 (16 tuổi)  |         | Highlanders          |
| 8  | TV | Mutiu Adepoju       | 22 tháng 12, 1970 (18 tuổi) |         | Shooting Stars       |
| 9  | TV | Peter Ogaba         | 24 tháng 9, 1974 (14 tuổi)  |         | BCC Lions            |
| 10 | TV | Mohammed Oladimeji  | 24 tháng 7, 1971 (17 tuổi)  |         | Julius Berger        |
| 11 | TV | Anthony Emoedofu    | 1 tháng 12, 1972 (16 tuổi)  |         | Julius Berger        |
| 12 | HV | Odiari Chinedu      | 23 tháng 12, 1969 (19 tuổi) |         | Eagle Oil            |
| 13 | HV | Tunde Charity       | 18 tháng 11, 1970 (18 tuổi) |         | Bendel Insurance     |
| 14 | TĐ | Christopher Nwosu   | 6 tháng 10, 1971 (17 tuổi)  |         | First Bank           |
| 15 | HV | Michael Onyemachara | 13 tháng 1, 1970 (19 tuổi)  |         | First Bank           |
| 16 | HV | Bawa Abdullahi      | 20 tháng 4, 1972 (16 tuổi)  |         | Eagle Oil            |
| 17 | TĐ | Philip Osundo       | 28 tháng 11, 1971 (17 tuổi) |         | Anderlecht           |
| 18 | TM | Emeka Amadi         | 26 tháng 8, 1972 (16 tuổi)  |         | Enugu Rangers        |

### Bồ Đào Nha
Huấn luyện viên:  Carlos Queiroz
| Số | Vt | Cầu thủ           | Ngày sinh (tuổi)            | Số trận | Câu lạc bộ           |
| -- | -- | ----------------- | --------------------------- | ------- | -------------------- |
| 1  | TM | Fernando Brassard | 11 tháng 4, 1972 (16 tuổi)  |         | Benfica              |
| 2  | HV | Abel Silva        | 21 tháng 8, 1969 (19 tuổi)  |         | Benfica              |
| 3  | TĐ | Paulo Alves       | 10 tháng 12, 1969 (19 tuổi) |         | Gil Vicente          |
| 4  | TV | Paulo Sousa       | 30 tháng 8, 1970 (18 tuổi)  |         | Benfica              |
| 5  | HV | Mário Morgado     | 31 tháng 12, 1969 (19 tuổi) |         | Gil Vicente          |
| 6  | TĐ | Jorge Couto       | 1 tháng 7, 1970 (18 tuổi)   |         | Gil Vicente          |
| 7  | TV | Tózé              | 6 tháng 9, 1969 (19 tuổi)   |         | Leixões              |
| 8  | TV | Hélio Sousa       | 12 tháng 8, 1969 (19 tuổi)  |         | Vitória de Setúbal   |
| 9  | TĐ | Xavier            | 15 tháng 8, 1970 (18 tuổi)  |         | Estoril-Praia        |
| 10 | HV | Paulo Madeira     | 6 tháng 9, 1970 (18 tuổi)   |         | Benfica              |
| 11 | TV | Filipe Ramos      | 21 tháng 4, 1970 (18 tuổi)  |         | Torreense            |
| 12 | TM | José Bizarro      | 11 tháng 1, 1970 (19 tuổi)  |         | Benfica              |
| 13 | TV | António Resende   | 6 tháng 11, 1969 (19 tuổi)  |         | Farense              |
| 14 | TĐ | João Pinto        | 19 tháng 8, 1971 (17 tuổi)  |         | Boavista             |
| 15 | HV | Valido            | 13 tháng 3, 1970 (18 tuổi)  |         | Estoril-Praia        |
| 16 | HV | Fernando Couto    | 2 tháng 8, 1969 (19 tuổi)   |         | Famalicão            |
| 17 | TĐ | António Folha     | 21 tháng 5, 1971 (17 tuổi)  |         | Porto                |
| 18 | TĐ | Amaral            | 1 tháng 6, 1970 (18 tuổi)   |         | Académica de Coimbra |

### Ả Rập Xê Út
Huấn luyện viên:  José Roberto Avila
| Số | Vt | Cầu thủ              | Ngày sinh (tuổi)            | Số trận | Câu lạc bộ    |
| -- | -- | -------------------- | --------------------------- | ------- | ------------- |
| 1  | TM | Saud Al-Otaibi       | 3 tháng 11, 1969 (19 tuổi)  |         | Al-Shabab     |
| 2  | HV | Musaed Al-Terair     | 31 tháng 8, 1970 (18 tuổi)  |         | Al-Nasr       |
| 3  |    | Abdullah Al-Dosari   | 23 tháng 11, 1970 (18 tuổi) |         | Al-Qadisiyyah |
| 4  | HV | Abdulrahman Al-Roomi | 28 tháng 10, 1969 (19 tuổi) |         | Al-Shabab     |
| 5  | HV | Ahmad Jamil Madani   | 6 tháng 1, 1970 (19 tuổi)   |         | Al-Ittihad    |
| 6  | TV | Waleed Al-Medawah    | 21 tháng 5, 1970 (18 tuổi)  |         | Al-Hilal      |
| 7  | TĐ | Jabar Al-Shamrani    | 29 tháng 11, 1972 (16 tuổi) |         | Al-Ittihad    |
| 8  | TV | Fuad Al-Anoud        | 13 tháng 10, 1972 (16 tuổi) |         | Al-Shabab     |
| 9  | TĐ | Saadoun Al-Suraiti   | 14 tháng 7, 1970 (18 tuổi)  |         | Al-Ettifaq    |
| 10 | TV | Khaled Al-Dosari     | 6 tháng 8, 1970 (18 tuổi)   |         | Al-Qadisiyyah |
| 11 | TĐ | Fahad Al-Mehalel     | 11 tháng 11, 1970 (18 tuổi) |         | Al-Shabab     |
| 12 | HV | Khaled Al-Harbi      | 11 tháng 10, 1969 (19 tuổi) |         | Al-Ahli       |
| 13 | TĐ | Hamad Al-Debaiki     | 4 tháng 2, 1970 (19 tuổi)   |         | Al-Ettifaq    |
| 14 | TV | Saud Al-Hammali      | 19 tháng 10, 1972 (16 tuổi) |         | Al-Nasr       |
| 15 | HV | Mansour Al-Muwain    | 24 tháng 10, 1970 (18 tuổi) |         | Al-Hilal      |
| 16 | TV | Khaled Al-Hazaa      | 2 tháng 12, 1971 (17 tuổi)  |         | Al-Nasr       |
| 17 | TĐ | Khalid Al Rowaihi    | 15 tháng 12, 1971 (17 tuổi) |         | Al-Ahli       |
| 18 | TM | Hassan Adam          | 5 tháng 8, 1970 (18 tuổi)   |         | Al-Ittihad    |

## Bảng B

### Colombia
Huấn luyện viên:  Juan José Pelaez
| Số | Vt | Cầu thủ               | Ngày sinh (tuổi)            | Số trận | Câu lạc bộ             |
| -- | -- | --------------------- | --------------------------- | ------- | ---------------------- |
| 1  | TM | Miguel Calero         | 14 tháng 4, 1971 (17 tuổi)  |         | Carlos Sarmiento       |
| 2  | HV | Geovanis Cassiani     | 10 tháng 1, 1970 (19 tuổi)  |         | Atlético Nacional      |
| 3  | HV | Robeiro Moreno        | 11 tháng 11, 1969 (19 tuổi) |         | Arco Saragoza          |
| 4  | HV | Jorge Bermúdez        | 18 tháng 6, 1971 (17 tuổi)  |         | Quindío                |
| 5  | HV | Víctor Hugo Marulanda | 3 tháng 2, 1971 (18 tuổi)   |         | Atlético Nacional      |
| 6  | HV | Fabian Martínez       | 11 tháng 1, 1970 (19 tuổi)  |         | Liga de Bogotá         |
| 7  | TĐ | Wilson Muñoz          | 4 tháng 8, 1970 (18 tuổi)   |         | Independiente Medellín |
| 8  | TV | Carlos Jiménez        | 26 tháng 12, 1971 (17 tuổi) |         | Independiente Medellín |
| 9  | TĐ | Jairo Zulbarán        | 7 tháng 1, 1970 (19 tuổi)   |         | Unión Magdalena        |
| 10 | TV | José Santa            | 12 tháng 9, 1970 (18 tuổi)  |         | Atlético Nacional      |
| 11 | TĐ | Carlos Castro         | 17 tháng 8, 1970 (18 tuổi)  |         | Independiente Medellín |
| 12 | TM | Óscar Córdoba         | 3 tháng 2, 1970 (19 tuổi)   |         | Atlético Nacional      |
| 13 | TĐ | Diego Osorio          | 21 tháng 7, 1970 (18 tuổi)  |         | Independiente Medellín |
| 14 | TV | José Torres           | 7 tháng 12, 1970 (18 tuổi)  |         | América de Cali        |
| 15 | TV | Gustavo Restrepo      | 24 tháng 9, 1969 (19 tuổi)  |         | Atlético Nacional      |
| 16 | TĐ | Iván Valenciano       | 18 tháng 3, 1972 (16 tuổi)  |         | Atlético Junior        |
| 17 | HV | Martin Vélez          | 26 tháng 8, 1970 (18 tuổi)  |         | De León                |
| 18 | TV | Ómar Cañas            | 16 tháng 9, 1969 (19 tuổi)  |         | América de Cali        |

### Costa Rica
Huấn luyện viên:  Juan José Gamez
| Số | Vt | Cầu thủ              | Ngày sinh (tuổi)            | Số trận | Câu lạc bộ  |
| -- | -- | -------------------- | --------------------------- | ------- | ----------- |
| 1  | TM | Paul Mayorga         | 21 tháng 9, 1970 (18 tuổi)  |         | Alajuelense |
| 2  | HV | Orlando Sibaja       | 9 tháng 10, 1969 (19 tuổi)  |         | Herediano   |
| 3  | HV | Maximilian Peynado   | 8 tháng 9, 1970 (18 tuổi)   |         | Alajuelense |
| 4  | HV | Óscar Valverde       | 7 tháng 8, 1969 (19 tuổi)   |         | Alajuelense |
| 5  | HV | Rónald González      | 8 tháng 8, 1970 (18 tuổi)   |         | Uruguay     |
| 6  | TV | Austín Berry         | 5 tháng 4, 1971 (17 tuổi)   |         | Alajuelense |
| 7  | TV | Eusebio Montero      | 12 tháng 1, 1971 (18 tuổi)  |         | Herediano   |
| 8  |    | Mauricio Vargas      | 21 tháng 10, 1970 (18 tuổi) |         | Herediano   |
| 9  | TĐ | Juan Carlos Arguedas | 3 tháng 5, 1970 (18 tuổi)   |         | Alajuelense |
| 10 | TV | Brian Villalobos     | 21 tháng 9, 1970 (18 tuổi)  |         | Herediano   |
| 11 |    | Rónald Cháves        | 6 tháng 12, 1970 (18 tuổi)  |         | Puntarenas  |
| 12 | TĐ | Danilo Brenes        | 28 tháng 12, 1970 (18 tuổi) |         | Puntarenas  |
| 13 | TĐ | Harold López         | 19 tháng 6, 1970 (18 tuổi)  |         | Alajuelense |
| 14 | TV | Rolando Velasquez    | 20 tháng 12, 1970 (18 tuổi) |         | Puntarenas  |
| 15 | TV | Germán Varela        | 19 tháng 4, 1970 (18 tuổi)  |         | Ramonense   |
| 16 | TV | Juan Adrián Leandro  | 8 tháng 2, 1970 (19 tuổi)   |         | Cartaginés  |
| 17 | TĐ | Alexander Viquez     | 8 tháng 8, 1969 (19 tuổi)   |         | Alajuelense |
| 18 | TM | José Porras          | 8 tháng 11, 1970 (18 tuổi)  |         | Herediano   |

### Syria
Huấn luyện viên:  Bakhadir Ibrahimov
| Số | Vt | Cầu thủ             | Ngày sinh (tuổi)            | Số trận | Câu lạc bộ |
| -- | -- | ------------------- | --------------------------- | ------- | ---------- |
| 1  | TM | Abdul Douna         | 13 tháng 10, 1971 (17 tuổi) |         | Al-Wathba  |
| 2  | HV | Adnan Sabouni       | 13 tháng 11, 1971 (17 tuổi) |         | Al-Ittihad |
| 3  | HV | Abdullah Saddikah   | 18 tháng 11, 1971 (17 tuổi) |         | Al-Majd    |
| 4  | HV | Ali Cheikh Dib      | 7 tháng 5, 1972 (16 tuổi)   |         | Al-Horriya |
| 5  |    | Ammar Habib         | 25 tháng 10, 1969 (19 tuổi) |         | Teshrin    |
| 6  | HV | Fares Shahin        | 20 tháng 12, 1971 (17 tuổi) |         | Al-Karamah |
| 7  | TV | Bassem Farekh       | 12 tháng 12, 1971 (17 tuổi) |         | Hutteen    |
| 8  | TV | Hisham Khalaf       | 1 tháng 11, 1969 (19 tuổi)  |         | Al-Futowa  |
| 9  | TĐ | Munaf Ramadan       | 19 tháng 10, 1972 (16 tuổi) |         | Jableh     |
| 10 | TV | Mohammad Afash      | 31 tháng 10, 1971 (17 tuổi) |         | Al-Ittihad |
| 11 | TV | Radwan Ajam         | 20 tháng 11, 1971 (17 tuổi) |         | Al-Karamah |
| 12 |    | Ammar Zeineh        | 3 tháng 11, 1971 (17 tuổi)  |         | Al-Karamah |
| 13 | TĐ | Abdul Latif Helou   | 8 tháng 9, 1971 (17 tuổi)   |         | Al-Horriya |
| 14 | TV | Ammar Awad          | 10 tháng 10, 1972 (16 tuổi) |         | Hutteen    |
| 15 | HV | Marwan Taher        | 8 tháng 8, 1972 (16 tuổi)   |         | Al-Shorta  |
| 16 | HV | Yasser Sibai        | 6 tháng 2, 1972 (17 tuổi)   |         | Al-Ittihad |
| 17 | TV | Fawaz Mando         | 27 tháng 12, 1971 (17 tuổi) |         | Al-Karamah |
| 18 | TM | Mohamed Al-Abdullah | 21 tháng 10, 1970 (18 tuổi) |         | Al-Ittihad |

### Liên Xô
Huấn luyện viên:  Boris Ignatyev
| Số | Vt | Cầu thủ             | Ngày sinh (tuổi)            | Số trận | Câu lạc bộ          |
| -- | -- | ------------------- | --------------------------- | ------- | ------------------- |
| 1  | TM | Gintaras Staučė     | 24 tháng 12, 1969 (19 tuổi) |         | Spartak Moscow      |
| 2  | HV | Oleg Benko          | 21 tháng 10, 1969 (19 tuổi) |         | Karpaty Lvov        |
| 3  | HV | Sergei Zayets       | 18 tháng 8, 1969 (19 tuổi)  |         | Dynamo Kiev         |
| 4  | HV | Oleg Tabunov        | 18 tháng 9, 1969 (19 tuổi)  |         | CSKA Moscow         |
| 5  | TV | Sergei Bezhenar     | 9 tháng 8, 1970 (18 tuổi)   |         | Dynamo Kiev         |
| 6  | TV | Mirjalol Kasimov    | 17 tháng 9, 1971 (17 tuổi)  |         | Pakhtakor Tashkent  |
| 7  | TV | Bakhva Tedeev       | 18 tháng 9, 1969 (19 tuổi)  |         | Dynamo Tbilisi      |
| 8  | TV | Valeri Popovitch    | 18 tháng 5, 1970 (18 tuổi)  |         | CSKA Moscow         |
| 9  | TĐ | Oleg Salenko        | 25 tháng 10, 1969 (19 tuổi) |         | Zenit Leningrad     |
| 10 | TV | Andrei Timoshenko   | 15 tháng 8, 1971 (17 tuổi)  |         | Dynamo Moscow       |
| 11 | TĐ | Sergey Kiriakov     | 1 tháng 1, 1970 (19 tuổi)   |         | Dynamo Moscow       |
| 12 | HV | Omari Tetradze      | 13 tháng 10, 1969 (19 tuổi) |         | Dynamo Tbilisi      |
| 13 | TĐ | Oleg Matveyev       | 18 tháng 8, 1970 (18 tuổi)  |         | Dynamo Kiev         |
| 14 | TĐ | Arif Asadov         | 18 tháng 8, 1970 (18 tuổi)  |         | Neftchi Baku        |
| 15 | HV | Yuri Nikiforov      | 16 tháng 9, 1970 (18 tuổi)  |         | Chernomorets Odessa |
| 16 | TM | Vladimir Pchelnikov | 30 tháng 3, 1970 (18 tuổi)  |         | Spartak Moscow      |
| 17 | HV | Yuri Moroz          | 8 tháng 8, 1970 (18 tuổi)   |         | Dynamo Kiev         |
| 18 | HV | Viktor Onopko       | 14 tháng 10, 1970 (18 tuổi) |         | Shakhtar Donetsk    |

## Bảng C

### Brasil
Huấn luyện viên:  Renê Simões
| Số | Vt | Cầu thủ          | Ngày sinh (tuổi)            | Số trận | Câu lạc bộ       |
| -- | -- | ---------------- | --------------------------- | ------- | ---------------- |
| 1  | TM | Carlos Germano   | 14 tháng 8, 1970 (18 tuổi)  |         | Vasco da Gama    |
| 2  | HV | Cássio           | 17 tháng 1, 1970 (19 tuổi)  |         | Vasco da Gama    |
| 3  | HV | Sandro           | 16 tháng 12, 1970 (18 tuổi) |         | Ponte Preta      |
| 4  | HV | Leonardo         | 5 tháng 9, 1969 (19 tuổi)   |         | Flamengo         |
| 5  | HV | Rogério          | 20 tháng 3, 1971 (17 tuổi)  |         | Flamengo         |
| 6  | TV | Moacir           | 21 tháng 3, 1970 (18 tuổi)  |         | Atlético Mineiro |
| 7  | TV | Bismarck         | 17 tháng 9, 1969 (19 tuổi)  |         | Vasco da Gama    |
| 8  | TĐ | Marcelo Henrique | 1 tháng 11, 1969 (19 tuổi)  |         | Vitória          |
| 9  | TV | Marcelinho       | 1 tháng 2, 1971 (18 tuổi)   |         | Flamengo         |
| 10 | TV | Gil Sérgio       | 22 tháng 7, 1970 (18 tuổi)  |         | Corinthians      |
| 11 | TĐ | Anderson         | 19 tháng 9, 1970 (18 tuổi)  |         | Vasco da Gama    |
| 12 | TM | Marcelo          | 9 tháng 12, 1970 (18 tuổi)  |         | América          |
| 13 | HV | Edson            | 22 tháng 10, 1969 (19 tuổi) |         | América          |
| 14 | HV | Ari              | 2 tháng 8, 1969 (19 tuổi)   |         | Corinthians      |
| 15 | TV | de Souza         | 17 tháng 3, 1970 (18 tuổi)  |         | Vitória          |
| 16 | TV | França           | 9 tháng 8, 1969 (19 tuổi)   |         | Vasco da Gama    |
| 17 | TV | Gustavo          | 23 tháng 2, 1972 (16 tuổi)  |         | Cruzeiro         |
| 18 | TĐ | Assis            | 10 tháng 1, 1971 (18 tuổi)  |         | Grêmio           |

### Đông Đức
Huấn luyện viên:  Lothar Priebe
| Số | Vt | Cầu thủ          | Ngày sinh (tuổi)            | Số trận | Câu lạc bộ          |
| -- | -- | ---------------- | --------------------------- | ------- | ------------------- |
| 1  | TM | Frank Schulze    | 31 tháng 3, 1970 (18 tuổi)  |         | Dynamo Dresden      |
| 2  | TV | Steffen Freund   | 19 tháng 1, 1970 (19 tuổi)  |         | Stahl Brandenburg   |
| 3  | HV | Mario Kern       | 16 tháng 8, 1969 (19 tuổi)  |         | Dynamo Dresden      |
| 4  | HV | Lars Hermel      | 28 tháng 9, 1970 (18 tuổi)  |         | Karl-Marx-Stadt     |
| 5  | TV | Steffen Karl     | 3 tháng 2, 1970 (19 tuổi)   |         | Chemie Leipzig      |
| 6  | HV | Thomas Grabow    | 7 tháng 9, 1969 (19 tuổi)   |         | Berliner Dynamo     |
| 7  | TV | Stephan Prause   | 18 tháng 1, 1970 (19 tuổi)  |         | Vorwärts Berlin     |
| 8  | TV | Torsten Raspe    | 1 tháng 8, 1969 (19 tuổi)   |         | Chemie Leipzig      |
| 9  | TĐ | Jürgen Rische    | 30 tháng 10, 1970 (18 tuổi) |         | Lokomotive Leipzig  |
| 10 | TĐ | Uwe Jähnig       | 26 tháng 8, 1969 (19 tuổi)  |         | Dynamo Dresden      |
| 11 | TĐ | Henri Fuchs      | 23 tháng 6, 1970 (18 tuổi)  |         | Hansa Rostock       |
| 12 | HV | Thomas Strecker  | 7 tháng 4, 1971 (17 tuổi)   |         | Berliner Dynamo     |
| 13 | TV | Thomas Rath      | 26 tháng 7, 1970 (18 tuổi)  |         | Vorwärts Berlin     |
| 14 | TV | Olaf Schreiber   | 12 tháng 9, 1969 (19 tuổi)  |         | Sachsenring Zwickau |
| 15 | HV | Sandy Enge       | 3 tháng 6, 1971 (17 tuổi)   |         | Magdeburg           |
| 16 | TM | Thomas Weiss     | 17 tháng 8, 1970 (18 tuổi)  |         | Chemie Leipzig      |
| 17 | TV | Sven Kmetsch     | 13 tháng 8, 1970 (18 tuổi)  |         | Dynamo Dresden      |
| 18 | HV | Michael Weinrich | 3 tháng 11, 1969 (19 tuổi)  |         | Union Berlin        |

### Mali
Huấn luyện viên:  Idrissa Touré
| Số | Vt | Cầu thủ            | Ngày sinh (tuổi)            | Số trận | Câu lạc bộ       |
| -- | -- | ------------------ | --------------------------- | ------- | ---------------- |
| 1  | TM | Diabate Bouba      | 19 tháng 12, 1970 (18 tuổi) |         | Djoliba AC       |
| 2  | HV | Sangare Habib      | 26 tháng 9, 1969 (19 tuổi)  |         | Stade Malien     |
| 3  | HV | Sidibe Diadie      | 14 tháng 8, 1969 (19 tuổi)  |         | Real Bamako      |
| 4  | TV | Boubacar Barry     | 25 tháng 11, 1970 (18 tuổi) |         | Stade Malien     |
| 5  | HV | Oumar Guindo       | 19 tháng 12, 1969 (19 tuổi) |         | Débo Club        |
| 6  | HV | Mamadou Tollo      | 25 tháng 9, 1970 (18 tuổi)  |         | Djoliba          |
| 7  | TĐ | Sissoko Boubacar   | 26 tháng 10, 1971 (17 tuổi) |         | Débo de Mopti    |
| 8  | TV | Ibrahima Sory      | 15 tháng 9, 1970 (18 tuổi)  |         | Real Bamako      |
| 9  | TĐ | Malick Tandjigora  | 22 tháng 11, 1970 (18 tuổi) |         | Real Bamako      |
| 10 | TV | Diallo Alassane    | 7 tháng 9, 1970 (18 tuổi)   |         | Stade Malien     |
| 11 | TĐ | Kante N'Faly       | 26 tháng 12, 1970 (18 tuổi) |         | Djoliba          |
| 12 |    | Soumare Issa       | 15 tháng 12, 1969 (19 tuổi) |         | Cercle Olympique |
| 13 | HV | Sidibe Oumar       | 12 tháng 12, 1970 (18 tuổi) |         | Djoliba          |
| 14 | TV | Amadou Bass        | 22 tháng 12, 1969 (19 tuổi) |         | Djoliba          |
| 15 | HV | Coulibaly Soumaila | 12 tháng 10, 1970 (18 tuổi) |         | Firhoun          |
| 16 |    | Youssouf Koite     | 25 tháng 12, 1969 (19 tuổi) |         | Cercle Olympique |
| 17 |    | Mamadou Dissa      | 31 tháng 12, 1969 (19 tuổi) |         | USFAS            |
| 18 | TM | Mamoudou Kane      | 24 tháng 12, 1970 (18 tuổi) |         | Commune II       |

### Hoa Kỳ
Huấn luyện viên:  Bob Gansler
| Số | Vt | Cầu thủ            | Ngày sinh (tuổi)            | Số trận | Câu lạc bộ                      |
| -- | -- | ------------------ | --------------------------- | ------- | ------------------------------- |
| 1  | TM | Kasey Keller       | 29 tháng 11, 1969 (19 tuổi) |         | Portland Timbers                |
| 2  | HV | Cameron Rast       | 16 tháng 1, 1970 (19 tuổi)  |         | University of Santa Clara       |
| 3  | HV | Oscar Draguicevich | 19 tháng 8, 1969 (19 tuổi)  |         | Argentinos CA                   |
| 4  | HV | Mike Burns         | 14 tháng 9, 1970 (18 tuổi)  |         | Hartwick College                |
| 5  | TV | Dario Brose        | 27 tháng 1, 1970 (19 tuổi)  |         | North Carolina State University |
| 6  | TV | Neil Covone        | 31 tháng 8, 1970 (18 tuổi)  |         | Wake Forest University          |
| 7  | TV | Martin Munnelly    | 11 tháng 11, 1969 (19 tuổi) |         | Columbia University             |
| 8  | HV | Curt Onalfo        | 19 tháng 11, 1969 (19 tuổi) |         | University of Virginia          |
| 9  | TĐ | Ben Crawley        | 6 tháng 5, 1971 (17 tuổi)   |         | Albany Capitals                 |
| 10 | TĐ | Steve Snow         | 2 tháng 2, 1970 (19 tuổi)   |         | Indiana University              |
| 11 | TĐ | Gerard Lagos       | 25 tháng 8, 1969 (19 tuổi)  |         | UW Milwaukee                    |
| 12 | HV | Troy Dayak         | 29 tháng 1, 1971 (18 tuổi)  |         | Livermore                       |
| 13 | TĐ | Adam Tinkham       | 30 tháng 11, 1969 (19 tuổi) |         | North Carolina                  |
| 14 | TV | Chris Henderson    | 11 tháng 12, 1970 (18 tuổi) |         | Seattle Storm                   |
| 15 | TV | Bryan Thompson     | 8 tháng 11, 1969 (19 tuổi)  |         | Southern Methodist University   |
| 16 | HV | Tim Horton         | 20 tháng 2, 1970 (18 tuổi)  |         | Boston College                  |
| 17 | TV | Lyle Yorks         | 30 tháng 1, 1970 (19 tuổi)  |         | University of Virginia          |
| 18 | TM | Markus Roy         | 3 tháng 9, 1970 (18 tuổi)   |         | Northern Illinois University    |

## Bảng D

### Argentina
Huấn luyện viên:  Carlos Oscar Pachamé
| Số | Vt | Cầu thủ           | Ngày sinh (tuổi)            | Số trận | Câu lạc bộ         |
| -- | -- | ----------------- | --------------------------- | ------- | ------------------ |
| 1  | TM | Roberto Bonano    | 24 tháng 1, 1970 (19 tuổi)  |         | Rosario Central    |
| 2  | HV | Manuel Aguilar    | 12 tháng 9, 1969 (19 tuổi)  |         | San Lorenzo        |
| 3  | HV | Fernando Batista  | 20 tháng 8, 1970 (18 tuổi)  |         | Argentinos Juniors |
| 4  | TĐ | Humberto Biazotti | 10 tháng 2, 1970 (19 tuổi)  |         | Ferro Carril Oeste |
| 5  | HV | Alberto Boggio    | 14 tháng 8, 1969 (19 tuổi)  |         | Rosario Central    |
| 6  | TV | Marcelo Carracedo | 16 tháng 4, 1970 (18 tuổi)  |         | Atlanta            |
| 7  | TV | José Gallego      | 29 tháng 9, 1969 (19 tuổi)  |         | Vélez Sársfield    |
| 8  | HV | Fernando Gamboa   | 28 tháng 10, 1970 (18 tuổi) |         | Newell's Old Boys  |
| 9  | HV | Carlos Gastaldi   | 15 tháng 8, 1970 (18 tuổi)  |         | Rosario Central    |
| 10 | TV | Gustavo Masat     | 5 tháng 1, 1970 (19 tuổi)   |         | Newell's Old Boys  |
| 11 | TĐ | Antonio Mohamed   | 2 tháng 4, 1970 (18 tuổi)   |         | Huracán            |
| 12 | TM | Hernán Cristante  | 16 tháng 9, 1969 (19 tuổi)  |         | Gimnasia (LP)      |
| 13 | TĐ | Alejandro Ruidiaz | 3 tháng 9, 1969 (19 tuổi)   |         | Independiente      |
| 14 | TV | Dario Scotto      | 1 tháng 9, 1969 (19 tuổi)   |         | Platense           |
| 15 | HV | Sergio Stachiotti | 8 tháng 1, 1970 (19 tuổi)   |         | Newell's Old Boys  |
| 16 | TV | Diego Simeone     | 28 tháng 4, 1970 (18 tuổi)  |         | Vélez Sársfield    |
| 17 | TĐ | Martin Ubaldi     | 11 tháng 11, 1969 (19 tuổi) |         | Independiente      |
| 18 | HV | Claudio Ubeda     | 17 tháng 9, 1969 (19 tuổi)  |         | Independiente      |

- Apart from the two goalkeepers who were assigned numbers 1 & 12, this squad was numbered in alphabetical order of player surname.

### Iraq
Huấn luyện viên:  Anwar Jassam
| Số | Vt | Cầu thủ            | Ngày sinh (tuổi)            | Số trận | Câu lạc bộ |
| -- | -- | ------------------ | --------------------------- | ------- | ---------- |
| 1  | TM | Omar Tawfik        | 3 tháng 8, 1970 (18 tuổi)   |         | Al-Tayaran |
| 2  | TM | Emad Hashim        | 10 tháng 10, 1969 (19 tuổi) |         | Al-Shorta  |
| 3  | HV | Abbas Attiya       | 25 tháng 8, 1969 (19 tuổi)  |         | Al-Rasheed |
| 4  | HV | Sharar Haidar      | 15 tháng 8, 1971 (17 tuổi)  |         | Al-Rasheed |
| 5  | TV | Wali Kareem        | 23 tháng 12, 1970 (18 tuổi) |         | Al-Tayaran |
| 6  |    | Amir Assi          | 5 tháng 11, 1971 (17 tuổi)  |         | Al-Selaikh |
| 7  | HV | Salim Hussein      | 17 tháng 12, 1969 (19 tuổi) |         | Al-Shabab  |
| 8  | TĐ | Nazar Faraj        | 20 tháng 10, 1970 (18 tuổi) |         | Al-Selaikh |
| 9  | TV | Majid Ridha        | 20 tháng 8, 1971 (17 tuổi)  |         | Al-Shabab  |
| 10 | TĐ | Laith Hussein      | 13 tháng 10, 1970 (18 tuổi) |         | Al-Rasheed |
| 11 | TV | Riyadh Abdul-Abbas | 14 tháng 8, 1969 (19 tuổi)  |         | Al-Rasheed |
| 12 | HV | Samir Kadhim       | 11 tháng 12, 1969 (19 tuổi) |         | Al-Jaish   |
| 13 | TĐ | Naiem Saddam       | 15 tháng 8, 1969 (19 tuổi)  |         | Al-Rasheed |
| 14 | HV | Radhi Shenaishil   | 11 tháng 8, 1969 (19 tuổi)  |         | Al-Zawraa  |
| 15 | TV | Saad Abdul-Hameed  | 10 tháng 9, 1971 (17 tuổi)  |         | Al-Tayaran |
| 16 | HV | Hamza Hadi         | 20 tháng 11, 1969 (19 tuổi) |         | Al-Tayaran |
| 17 | TĐ | Mohammed Hussein   | 23 tháng 9, 1970 (18 tuổi)  |         | Al-Jaish   |
| 18 |    | Mahmoud Abdulla    | 20 tháng 12, 1970 (18 tuổi) |         | Al-Shabab  |

### Na Uy
Huấn luyện viên:  Svein Ivar Sigernes
| Số | Vt | Cầu thủ              | Ngày sinh (tuổi)            | Số trận | Câu lạc bộ       |
| -- | -- | -------------------- | --------------------------- | ------- | ---------------- |
| 1  | TM | Morten Svalstad      | 25 tháng 9, 1969 (19 tuổi)  |         | HamKam           |
| 2  | HV | Henning Berg         | 1 tháng 9, 1969 (19 tuổi)   |         | Vålerenga        |
| 3  | HV | Tore Pedersen        | 29 tháng 9, 1969 (19 tuổi)  |         | Fredrikstad      |
| 4  | HV | Roger Nilsen         | 8 tháng 8, 1969 (19 tuổi)   |         | Tromsø           |
| 5  | HV | Stig Inge Bjørnebye  | 11 tháng 12, 1969 (19 tuổi) |         | Kongsvinger      |
| 6  | TV | Bjørn Johansen       | 7 tháng 9, 1969 (19 tuổi)   |         | Tromsø           |
| 7  | TV | Terje Olsen          | 22 tháng 12, 1970 (18 tuổi) |         | Bayer Leverkusen |
| 8  | TV | Lars Bohinen         | 8 tháng 9, 1969 (19 tuổi)   |         | Vålerenga        |
| 9  | TV | Øyvind Mellemstrand  | 17 tháng 10, 1969 (19 tuổi) |         | Stord            |
| 10 | TĐ | Claus Eftevaag       | 20 tháng 12, 1969 (19 tuổi) |         | Start            |
| 11 | TĐ | Krister Isaksen      | 15 tháng 4, 1970 (18 tuổi)  |         | Start            |
| 12 | TM | Roar Hagen           | 9 tháng 8, 1971 (17 tuổi)   |         | Fredrikstad      |
| 13 | HV | Lars Grevskott       | 12 tháng 9, 1969 (19 tuổi)  |         | Strindheim       |
| 14 | HV | Kjetil Sigurdsen     | 19 tháng 2, 1970 (18 tuổi)  |         | Bryne            |
| 15 | TV | Øystein Drillestad   | 22 tháng 1, 1970 (19 tuổi)  |         | Råde             |
| 16 | TV | Øyvind Leonhardsen   | 17 tháng 8, 1970 (18 tuổi)  |         | Molde            |
| 17 | TĐ | Stein Arne Ingelstad | 25 tháng 7, 1970 (18 tuổi)  |         | HamKam           |
| 18 | TĐ | Roar Strand          | 2 tháng 2, 1970 (19 tuổi)   |         | Rosenberg        |

### Tây Ban Nha
Huấn luyện viên:  Jesús María Pereda
| Số | Vt | Cầu thủ             | Ngày sinh (tuổi)            | Số trận | Câu lạc bộ           |
| -- | -- | ------------------- | --------------------------- | ------- | -------------------- |
| 1  | TM | Santiago Cañizares  | 18 tháng 12, 1969 (19 tuổi) |         | Real Madrid          |
| 2  | HV | Albert Ferrer       | 6 tháng 6, 1970 (18 tuổi)   |         | Barcelona Atlètic    |
| 3  | HV | Mikel Lasa          | 9 tháng 9, 1971 (17 tuổi)   |         | San Sebastián        |
| 4  | HV | Javier Torres Gómez | 9 tháng 1, 1970 (19 tuổi)   |         | Real Madrid          |
| 5  | HV | Txomin Larrainzar   | 8 tháng 9, 1969 (19 tuổi)   |         | Osasuna Promesas     |
| 6  | TV | Felipe Herrero      | 18 tháng 6, 1970 (18 tuổi)  |         | Real Madrid Castilla |
| 7  | TĐ | Antonio Pinilla     | 25 tháng 2, 1971 (17 tuổi)  |         | Barcelona Atlètic    |
| 8  | TV | David Villabona     | 5 tháng 12, 1969 (19 tuổi)  |         | San Sebastián        |
| 9  | TV | Alberto Aguilá      | 9 tháng 9, 1970 (18 tuổi)   |         | Real Madrid          |
| 10 | TV | Paqui Veza          | 6 tháng 12, 1970 (18 tuổi)  |         | Barcelona            |
| 11 | TĐ | Emilio Gutiérrez    | 4 tháng 1, 1970 (19 tuổi)   |         | Barcelona            |
| 12 | HV | Roberto Solozábal   | 15 tháng 9, 1969 (19 tuổi)  |         | Atlético Madrileño   |
| 13 | TM | Isidoro Cabrera     | 17 tháng 9, 1969 (19 tuổi)  |         | Real Betis           |
| 14 | HV | Miguel Cerdán       | 23 tháng 10, 1969 (19 tuổi) |         | Real Madrid          |
| 15 | TĐ | Ismael Urzaiz       | 7 tháng 10, 1971 (17 tuổi)  |         | Real Madrid Castilla |
| 16 | TV | Justo Ruiz          | 31 tháng 8, 1969 (19 tuổi)  |         | Athletic Bilbao      |
| 17 | HV | Álex García         | 14 tháng 1, 1970 (19 tuổi)  |         | Barcelona            |
| 18 | TĐ | Moisés García       | 10 tháng 7, 1971 (17 tuổi)  |         | Deportivo Aragón     |